# Endoume

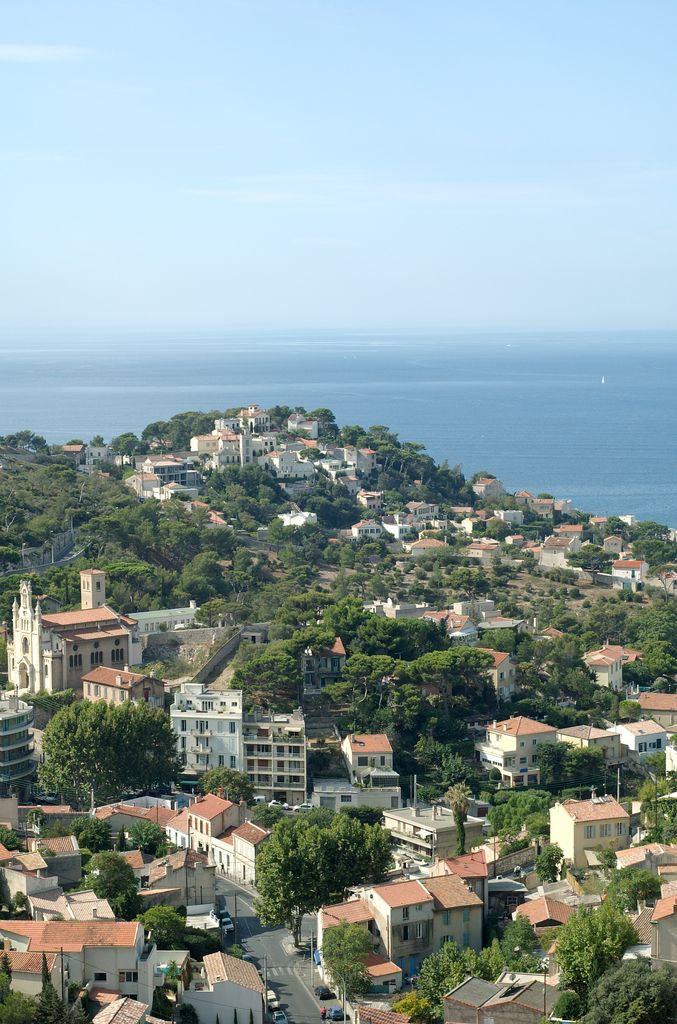
Endoume

Endoume is een voormalig dorpje en een wijk van de Franse stad Marseille ten zuiden van de Vieux-Port en Abdij Saint-Victor. De wijk maakt deel uit van het 7e arrondissement van Marseille. Endoume telt 5658 inwoners (1999).